# 鳴山草平

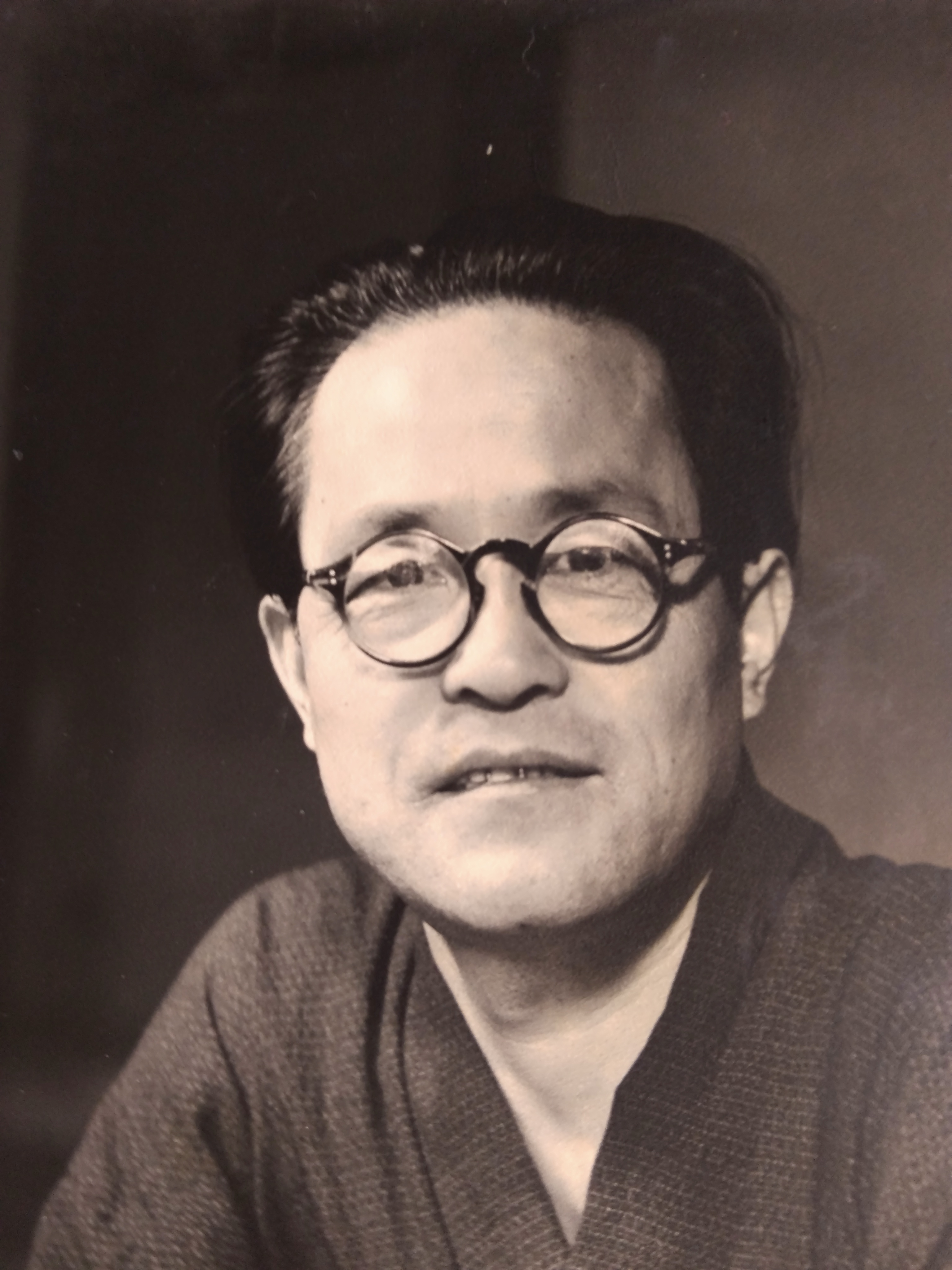

鳴山 草平（なるやま そうへい、1902年《明治35年》5月30日 - 1972年《昭和47年》3月7日）は、日本の小説家。本名：前田好照。山梨県南都留郡宝村（現、都留市）出身。早稲田大学卒。

## 代表作
『極楽剣法』。その他時代小説を数多く手掛けるほか、戦後は自身の教師体験を基にした『きんぴら先生』や『出帳社員』シリ－ズをはじめ、現代小説も数多く執筆。作品は講談社から電子書籍化もされている。Amazon、日本の古本屋、楽天市場での古本の購入も可能。

## 略歴
山梨県南都留郡宝村（現、都留市）に生まれる。父、亀一郎は宝村消防組頭、農協組合長など長期に亘り歴任、村政に尽くした。農業と郡内織を営む前田家の次男として生まれるが、兄は乳児の頃、病死したため事実上長男であり一人っ子でもあった。幼き頃、両親は離婚し、継母と祖母に育てられる。1917年（大正6年）谷村高等小学校卒業後は家業に従事する傍ら村の青年団文芸部に参加し、文芸誌などに投稿している。1918年（大正7年）、青年団の代表として初めて上京した折、神田の本屋でツルゲーネフ『猟人日記』を購入しその場で読み始め、峻烈な感銘を受ける。1923年（大正12年）早稲田大学通信講義録の卒業論文『西鶴と近松』が出版部奨励賞を得て特待給費生として早稲田大学高等師範部国語漢文科に入学。1926年（昭和元年）当時、宝村小学校教師であった小池栄（旧、山梨女子師範卒）と結婚。1928年（昭和3年）大学を卒業。山梨県立農林学校（現、山梨県立農林高等学校）教諭となる。1934年（昭和9年）『サンデ－毎日』の第14回「大衆文芸」の懸賞小説で『明星峠』が佳作に、同年の秋には同じく『サンデ－毎日』で『民衆の太陽』が一等当選。賞金は壱千円。2作とも映画、演劇、レコ－ド化される。当時の筆名は「桂川龍二」であった。1938年（昭和13年）「新青年」壱千円懸賞小説に『極楽剣法』一等当選。東宝映画化される。この時より筆名「鳴山草平」と名乗る。 
1939年（昭和14年）神奈川県立平塚高等女学校（現、神奈川県立平塚江南高等学校）教諭となる。『極楽剣法』が第九回直木賞候補に擬せられ、鎌倉在住の選考委員である久米正雄邸に招かれもてなしを受けたが、その席上で永井龍男と激しい文学論を交わし、その帰路、鎌倉宮の前で取っ組み合いになってしまった。この年は直木賞該当者無しに終わる。翌年に選考委員が変更されている。1945年（昭和20年）神奈川県立横浜第一高等学校（現、神奈川県立希望が丘高等学校）の教諭となる。戦中、戦後の混乱期の中、教育に情熱を燃やし、教職員組合活動にも力を注ぐ。1949年（昭和24年）過労で肺結核になり休職。自宅療養にはいる。 
1950年（昭和25年）講談社の星野哲次の勧めで教師生活の体験を生かした現代小説を『講談俱楽部』に『きんぴら先生青春記』として発表。人気を博したため4年間連載され、以後その他の現代物の作品を生み出し、それらがシリーズ化されて行く。1951年（昭和26年）に病気希望退職。22年間の教師生活に終止符を打ち職業作家となる。教師の職業にも深い魅力を持っていたので、この決心をするまでは大いに悩む。 
1952年（昭和27年）、『婦人俱楽部』2月号に『お嬢さん』を連載。『きんぴら先生とお嬢さん』が松竹にて映画化。1955年（昭和30年）「報知新聞」に『青春海流』連載。1958年（昭和33年）『東京タイムス』『山梨日日新聞』等に『戦国愛染峡』連載。1960年（昭和35年）共同通信「日向日日新聞」その他に『姫君千一夜』連載。1961年（昭和36年）「河北新聞」「山陽新聞」「秋田新報」に『きんぴら先生』連載等。その他、戦後は読み物雑誌ブームであったので、鳴山も数多くの作品を様々な雑誌に発表している。1971年（昭和46年）10月、東京医科歯科大学にて胃がん手術。年末、藤沢市鵠沼海岸の自宅にもどる。1972年（昭和47年）3月、再入院。「別杯をかわそう」との鳴山の言葉で家人と別れの盃を交わす。その後、意識不明となり死去。長い間、教師と作家の二足の草鞋を履いたが小説家としては生涯、師を持たず、懸賞小説応募から出発した独立独歩の道程であり、教師としてはこよなく生徒を愛し、その職業に喜びを感じていた。菩提寺は「用津院」（都留市）。故郷の地に眠る。 
「草平の書いた大衆小説は、一般読者の知的レベルを上げる努力を絶えず続けており、大衆とともに 文学のレベルを向上させた功績がある。」著者　堀内万寿夫（元山梨県立文学館学芸員）『文芸評論　軌道』より引用　　　
鳴山草平の関連資料は山梨県立文学館と都留文科大学に所蔵されている。 　　　　　　　　　　　　　 

## 家族

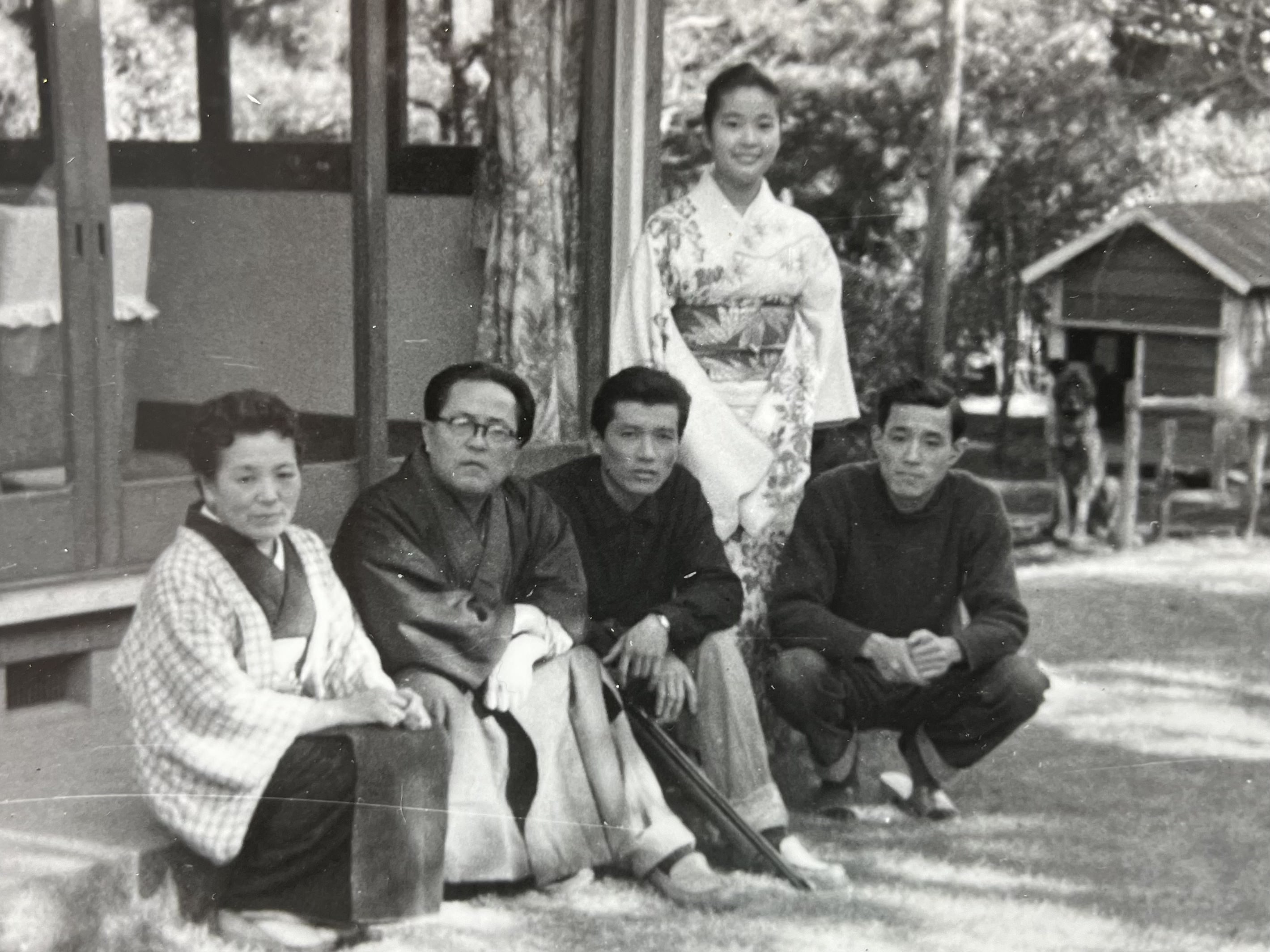
鵠沼海岸の家で家族と

- (妻)　前田（小池）栄 - 1982年没（昭和57年）
- (長男）前田文吾 - 会社役員、2023年没
- (次男）前田昌明 - 俳優、声優、演出家、俳優座8期生2024年没
- (長女）斎藤倬子 - 著作権継承者
- (三男）前田高昭 - 金融翻訳ジャ－ナリスト、バベル翻訳専門職大学院教授
- (次女）杉井美穂 - 草月師範会理事、雅号虹穂
- (孫娘）MIKI SAITO - 米在住、篠笛奏者、YouTuber
- (孫娘）みさき　じゅり -  HSPキャリアコンサルタント　著書『丁寧すぎるさん、力の抜き方』等
- (孫娘）前田新奈 - バレリ－ナ、振付師、バレエ講師　元新国立劇場ソリスト

## 著書
- 『雪崩』大白書房　1942年
- 『予州武辺記』成武堂・国防文芸叢書　1942年
- 『狼煙』今日の問題社　1943年
- 『きんぴら先生青春記』大日本雄弁会講談社　1952年 のち春陽文庫
- 『朱唇合戦』東成社・ユーモア小説全集 1952年
- 『鼻の紋三郎』文芸図書出版社　1952年
- 『瓢介旅ごろも』文芸図書出版社　1952年
- 『お嬢さん』文芸図書　1953年　のち春陽文庫
- 『青春曲線』文芸図書出版社　1953年
- 『巌ちやん先生行状記』豊文社　1954年　のち春陽文庫
- 『続きんぴら先生青春記』大日本雄弁会講談社　1954年　のち春陽文庫
- 『恋隠密』豊文社　1954年
- 『平六放浪記』東京文芸社　1954年
- 『星月夜』東京文芸社　1954年
- 『いのしゝ先生上京す』和同出版社　1955年
- 『カミナリ先生』山ノ手書房　1955年
- 『きんぴら先生青春譜』大日本雄弁会講談社　1955年　のち春陽文庫
- 『新説柳生旅日記』東京文芸社　1955年　のち春陽文庫
- 『かみなり青春帖』東京文芸社　1956年
- 『朱鞘双六』和同出版社　1956年
- 『出張社員』東方社　1956年　のち春陽文庫
- 『青春海流』大日本雄弁会講談社・ロマン・ブックス　1956年　のち春陽文庫
- 『青い江の島』大日本雄弁会講談社・ロマン・ブックス　1957年　のち春陽文庫
- 『学園の牝豹』東方社　1957年
- 『江戸の九紋竜』東方社　1958年
- 『祇園の花和尚』東方社　1958年
- 『青い颱風圏』講談社・ロマン・ブックス　1959年
- 『紅い水着の女』講談社・ロマン・ブックス　1959年
- 『新粧・伊勢物語』東方社　1959年
- 『戦国愛染峡』講談社・ロマン・ブックス　1959年
- 『流れる銀河』東方社　1959年
- 『カミナリ先生青春帖』同人社　1960年　のち春陽文庫
- 『坂田家の四季』講談社・ロマン・ブックス　1960年
- 『よしつね先生青春記』東方社　1960年　のち春陽文庫「よしつね先生青春帳」
- 『浪人格子』東京文芸社　1960年
- 『侍の罠』東京文芸社　1961年
- 『柔道社員』東方社　1961年　のち春陽文庫
- 『姫君千一夜』講談社・ロマン・ブックス　1961年
- 『楽天浪士』東京文芸社　1961年
- 『風さわやかに』東方社　1962年　のち春陽文庫
- 『花粉の園』東京文芸社　1962年
- 『きんぴら先生慕情譜』講談社・ロマン・ブックス　1963年
- 『月の修羅道』東京文芸社　1963年
- 『旗本勘当男』東京文芸社　1963年
- 『花と出張社員』東方社　1963年
- 『越前隠密記』東京文芸社　1964年
- 『風の隠密』東京文芸社　1964年
- 『雲と出張社員』東方社　1964年
- 『出張社員西へ行く』東方社　1964年
- 『南国の出張社員』東方社　1964年
- 『牝豹先生青春記』春陽文庫　1964年
- 『隠密鷹』東京文芸社　1965年
- 『風と噴煙と出張社員』東方社　1965年　イースト・ブックス
- 『出張社員シリーズ』全7巻　東都書房　1965年
- 『鳴山草平のきんぴら先生シリーズ』全6　東都書房　1965年
- 『忍法京時雨』東方社　1965年　イースト・ブックス
- 『忍法武田菱』東方社　1965年　イースト・ブックス
- 『巌ちゃん先生青春日記』春陽文庫　1966年
- 『豪快放浪記』東京文芸社　1966年
- 『旗本ぐれん隊』東京文芸社　1966年
- 『海鳴り先生』東京文芸社　1967年
- 『源五郎隠密』東京文芸社　1967年
- 『流れ星四十七里』東京文芸社　1967年
- 『道ゆき先生』東京文芸社　1968年　Tokyo books
- 『風雷先生』東京文芸社　1969年　Tokyo books
- 『かまきり先生』東京文芸社　1969年　Tokyo books
- 『逆臣』東京文芸社　1970年　Tokyo books
- 『失恋武者』東京文芸社　1970年　Tokyo books
- 『黒潮先生』東京文芸社　1971年　Tokyo books
- 『孤剣十年』東京文芸社　1971年　Tokyo books